# International Union of Biochemistry and Molecular Biology
La International Union of Biochemistry and Molecular Biology (dall'inglese, unione internazionale di biochimica e biologia molecolare, abbreviata come IUBMB) è una organizzazione non governativa internazionale che si occupa di biochimica e di biologia molecolare. Costituita nel 1955 come International Union of Biochemistry, essa nel 2005 contava 72 stati membri. È inoltre un membro del Consiglio Internazionale per le Scienze (ICSU).
Lo scopo che la IUBMB si prefigge è quello di sostenere lo sviluppo e l'avanzamento di biochimica e biologia molecolare, considerate come il fondamento originale di ogni applicazione biomedica a servizio della società. Focalizza l'attenzione in modo particolare nelle aree in cui la ricerca è meno sviluppata, promuovendo la collaborazione e la cooperazione con i paesi più sviluppati. La IUBMB promuove anche la messa a punto di norme e linee guida di carattere etico per la ricerca.
Altra finalità dell'Unione è la standardizzazione di metodologie, nomenclatura e simbologia, svolta spesso in collaborazione con la International Union of Pure and Applied Chemistry (IUPAC). In particolare, è responsabile della classificazione EC utilizzata per gli enzimi.
La IUBMB è associata alle riviste scientifiche Biochemistry and Molecular Biology Education (già Biochemical Education), BioEssays, BioFactors, Biotechnology and Applied Biochemistry, IUBMB Life, Molecular Aspects of Medicine e Trends in Biochemical Sciences.